# Mezey János (színművész)
Mezey János, Mezei (Pest, 1848 – Budapest, 1908. március 7.) igazgató, színész.

## Életútja
Mezei János és Nagy Katalin fiaként született. Kassán 1864-ben súgótársával, Kertész Ferenccel Színházi évkönyvet adott ki. Színpadra lépett 1865-ben, Kőszeghy Endre színigazgatónál. Ezután énekes volt különböző kisebb vidéki együtteseknél. Jakabffy Elemérrel együtt megszerezte a daltársulat-vezetői engedélyt, s 1871-ben a pesti Beleznay-kertben és a „Kiskomlóban”, 1874-ben a Margitszigeten működött. 1876-ban visszatért Kőszeghyhez, itt énekes-színészként lépett fel. 1878–79-ben megint igazgató volt. Játszott a Népszínház is egy rövid ideig, majd 1879 márciusában Fáy Gusztávnál lépett fel Galgócon. 1879–80-ban daltársulat élén állt a „Kiskomlóban” és Debrecenben. 
Az 1880-as évektől önállóan működött, „kóbor énekes” volt és vidéken szerepelt. 1886-ban Debrecenben lépett fel társulatával. 1908-ban hunyt el tüdőtágulás következtében.
Neje Boér Róza, színésznő, született 1855-ben, Szászrégenben. 20 éves korában lépett a színipályára, 1875. március 16-án, Nagy Mihály színtársulatánál. Ugyancsak 1875. március 16-án kötött házasságot Mezey Jánossal Hídvégen, Nagy Sándor református lelkész eskette meg őket.